# 양산 통도사 자장율사 진영
양산 통도사 자장율사 진영(梁山 通度寺 慈藏律師 眞影)은 대한민국 통도사성보박물관에 있는 조선시대의 초상화이다. 
1990년 12월 20일 경상남도의 유형문화재 제276호 자장율사 진영으로 지정되었다가, 2018년 12월 20일 현재의 명칭으로 변경되었다.

## 개요
신라의 승려인 자장율사(590∼658)의 초상화로, 비단 바탕에 채색하여 그렸으며, 크기는 가로 96cm, 세로 146cm이다.
얼굴과 몸이 약간 오른쪽을 향한 채, 의자 위에 양반다리를 하고 앉아있는 전신좌상으로, 긴 술이 달린 불자를 왼손에 들고 오른손으로 긴 술의 끝 부분을 받쳐들고 있는 모습이다. 얼굴은 사각형에 가깝고, 의자 앞 받침대에 벗어놓은 신발의 색깔과 문양이 화려하다. 배경을 어두운 녹색으로 처리하였는데, 붉은색의 의자가 잘 조화된 색의 대비를 보이고 있고, 녹색의 장삼과 붉은색의 가사가 또한 뛰어난 색의 대비를 보인다. 
녹색과 붉은색을 기본색상으로 하여 화려한 듯 단조로운 구도를 보여주는 작품으로, 조선 순조 4년(1804)에 제작되었다. 

## 같이 보기
- 자장
- 통도사

## 참고 자료
- 양산 통도사 자장율사 진영 - 국가유산청 국가유산포털